# Governo Raffarin II

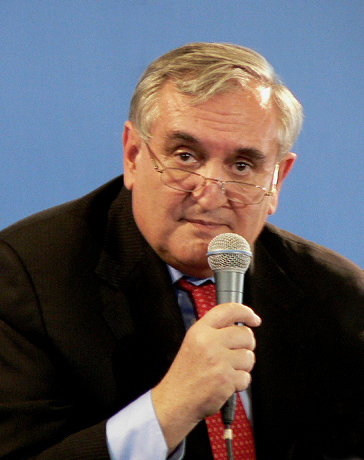
Jean-Pierre Raffarin, Primo ministro del governo Raffarin II.

Il governo Raffarin II è stato il ventinovesimo governo della Quinta Repubblica francese ed il secondo del secondo mandato del presidente Jacques Chirac. È durato dal 17 giugno 2002, data alla quale ha rimpiazzato il governo Raffarin I, al 30 marzo 2004, data alla quale fu rimpiazzato dal governo Raffarin III.

## Composizione del Governo

### Ministri
- Ministro degli Interni, della Sicurezza nazionale e delle Autonomie locali: Nicolas Sarkozy (UMP)
- Ministro degli Affari Sociali, del Lavoro e della Solidarietà: François Fillon (UMP)
- Guardasigilli, Ministro della Giustizia: Dominique Perben (UMP)
- Ministro degli Affari esteri: Dominique de Villepin (UMP)
- Ministro della Difesa: Michèle Alliot-Marie (UMP)
- Ministro della Gioventù, dell'Educazione Nazionale e della Ricerca: Luc Ferry (UMP)
- Ministro dell'Economia, delle Finanze e dell'Industria: Francis Mer (UMP)
- Ministro delle Infrastrutture, dei Trasporti, della Pianificazione territoriale, del Turismo e del Mare: Gilles de Robien (UDF)
- Ministro dell'Ecologia e dello Sviluppo sostenibile: Roselyne Bachelot (UMP)
- Ministro della Salute, della Famiglia e delle Persone Handicappate: Jean-François Mattei (UMP)
- Ministro dell'Agricoltura, dell'Alimentazione, della Pesca e degli Affari rurali: Hervé Gaymard (UMP)
- Ministro della Cultura e della Comunicazione: Jean-Jacques Aillagon (UMP)
- Ministro della Funzione Pubblica, della Riforma dello Stato e della Pianificazione Territoriale: Jean-Paul Delevoye (UMP)
- Ministro dell'Oltremare: Brigitte Girardin (UMP)
- Ministro dello Sport: Jean-François Lamour (UMP)

### Ministri delegati
- Ministro delegato al Bilancio e alla Riforma del Bilancio: Alain Lambert (UMP)
- Ministro delegato all'Industria: Nicole Fontaine (UMP)
- Ministro delegato alle Libertà Locali: Patrick Devedjian (UMP)
- Ministro delegato agli Affari europei: Noëlle Lenoir (UMP)
- Ministro delegato alla Cooperazione e alla Francofonia: Pierre-André Wiltzer (UDF)
- Ministro delegato all'Insegnamento Scolastico: Xavier Darcos (UMP)
- Ministro delegato alla Ricerca e alle Nuove Tecnologie: Claudie Haigneré (UMP)
- Ministro delegato al Commercio estero: François Loos (UMP)
- Ministro delegato alla Città e al Rinnovamento Urbano: Jean-Louis Borloo (UMP)
- Ministro delegato alla Famiglia: Christian Jacob (UMP)
- Ministro delegato alla Parità e all'Uguaglianza Professionale: Nicole Ameline (UMP)

### Segretari di Stato
- Segretario di Stato ai Rapporti con il Parlamento, portavoce del governo: Jean-François Copé (UMP)
- Segretario di Stato allo Sviluppo sostenibile: Tokia Saïfi (UMP)
- Segretario di Stato alla Lotta contro la Precarietà e l'Esclusione: Dominique Versini (UMP)
- Segretario di Stato ai Portatori di Handicap: Marie-Thérèse Boisseau (UMP)
- Segretario di Stato alle Piccole e Medie Imprese, al Commercio, all'Artigianato, alle Professioni Liberali e al Consumo: Renaud Dutreil (UMP)
- Segretario di Stato ai Trasporti e al Mare: Dominique Bussereau (UMP)
- Segretario di Stato alla Riforma dello Stato: Henri Plagnol (UMP)
- Segretario di Stato al Turismo: Léon Bertrand (UMP)
- Segretario di Stato agli Ex-Combattenti: Hamlaoui Mekachera (UMP)
- Segretario di Stato agli Anziani: Hubert Falco (UMP)
- Segretario di Stato ai Programmi Immobiliari della Giustizia: Pierre Bédier (UMP)
- Segretario di Stato agli Affari esteri: Renaud Muselier (UMP)

## Modifiche alla composizione del Governo
- Il 22 gennaio 2004, Nicole Guedj (UMP) sostituisce Pierre Bédier come Segretario di Stato ai Programmi Immobiliari della Giustizia.